# Анохин, Сергей Николаевич (футболист)
Сергей Николаевич Анохин (15 марта 1981, Калуга, СССР) — российский футболист, нападающий.
Воспитанник калужских ДЮСШ «Торпедо» и СДЮШОР «Смена». В 1997—1998 годах играл в первенстве КФК за калужский «Олимпик». В дальнейшем выступал за клубы первого и второго дивизионов «Локомотив» Калуга (1999—2003), «Витязь» Подольск (2004—2010), «Металлург-Кузбасс» (2006, 2011), «Авангард» Курск (2010), «Калуга» (2011—2017). Всего в первенстве России в 528 играх забил 125 мячей. В составе «Локомотива» играл в 1/16 Кубка России 2001/02 против петербургского «Зенита» (0:3). После завершения профессиональной карьеры играет в первенстве ЛФК за команды «Летний дождик» Москва (2017), «Витязь» Подольск (с 2018), в 2018 году с 29 мячами в 24 матчах стал лучшим бомбардиром группы «А» зоны «Московская область».